# Rosina Galli
Rosina Galli (Nàpols, 1892 - Milà, 30 d'abril de 1940) fou una ballarina de ballet italiana, coreògrafa, ballet mistress i professora de dansa. Després d'uns primers anys a Itàlia, es va traslladar als Estats Units d'Amèrica, on va ser contractada pel Metropolitan Opera de la ciutat de Nova York. Fou la prima ballerina (primera ballarina) del ballet de La Scala de Milà, i del Ballet de Chicago, així com la première danseuse (primera ballarina) del Teatro San Carlo de Nàpols i del Metropolitan Opera de Nova York.

## Biografia

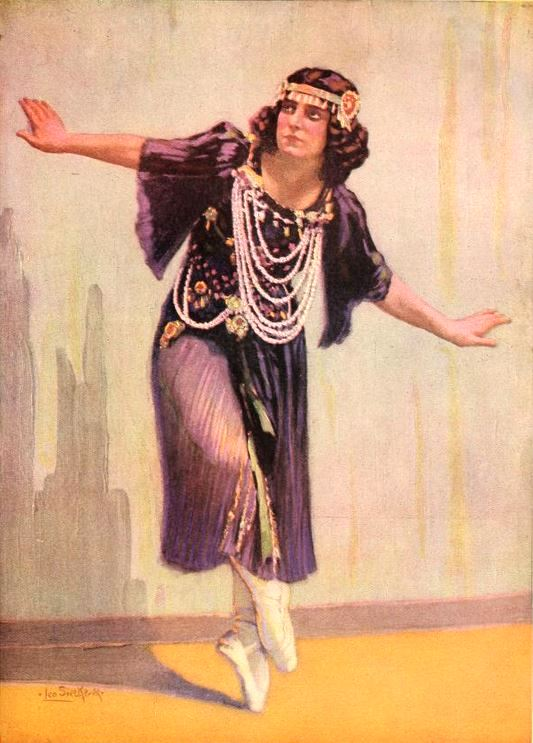
Rosina Galli (1920)

Rosina Galli va néixer a Nàpols, on el seu pare era advocat. Va estudiar dansa a l'escola de ballet del Teatro San Carlo, convertint-se en la première danseuse de la companyia als 14 anys. Quan se li va oferir el lloc de première danseuse al ballet de La Scala de Milà, la família es va traslladar a aquesta ciutat. Va debutar el 1910, als divuit anys, ballant en Pietro Micca (1871) i en Ballo Excelsior (1881, sobre música de Romualdo Marenco) de Luigi Manzotti.
El 1911 el seu pare i els seus dos germans van acompanyar Rosina a Gènova, des d'on Rosina i la seva mare van partir cap a Chicago. Rosina va actuar primer com a solista, i després com a primera ballerina del Ballet de Chicago. El 1913 va ser contractada pel Metropolitan Opera de Nova York (MET). Tot i que va representar un personatge secundari, caracteritzada com un elf, Galli va demostrar una tècnica rigorosa i va realitzar piruetes poderoses, en una interpretació que li va obrir les portes a continuant ballant en aquell teatre fins al 1931. La seva parella en el MET fou Giuseppe Bonfiglio. Als EUA va continuar els seus estudis amb Luigi Albertieri.
Rosina Galli va ser la primera ballarina en l'estrena i en totes les representacions al MET de l'òpera Goyescas del compositor lleidatà Enric Granados, en gener i febrer de 1916. Inicialment Granados havia pensat en la ballarina Antonia Mercè "la Argentina" per a les representacions, però el director del MET, Giulio Gatti-Casazza, va imposar la seva amant, Rosina Galli, per aquest paper.
El 1919, va començar a ensenyar dansa al MET, exercint també com a ballet mistress fins al 1935. Com a professora, va aplicar l'estricte programa dels seus dies a La Scala, ensenyant el mètode Cecchetti. Helen Tamiris, que va formar l'Escola de Dansa Americana el 1930, va ser una de les seves alumnes. Entre les àmplies responsabilitats de Galli s'incloïa la coreografia, gràcies a la qual cosa Galli està acreditat en més de 100 representacions del MET, com ara en Carmen (1924), La traviata (1925), i Merry Mount (1934).
Va ser al MET on Galli va conèixer el seu futur marit, Giulio Gatti-Casazza, anteriorment superintendent de La Scala i després director del MET des del 1908. Inicialment Rosina fou la seva amant, i es van casar el 1930 a l'església catòlica romana de St. Joseph de la ciutat de Jersey, Nova Jersey. Quan el seu marit es va retirar el 1935, la parella va tornar a Itàlia, residint en una vil·la del llac Maggiore. Rosina Galli va morir a Milà el 30 d'abril de 1940. Gatti, 23 anys més gran que ella, va morir el setembre següent.

## Galeria

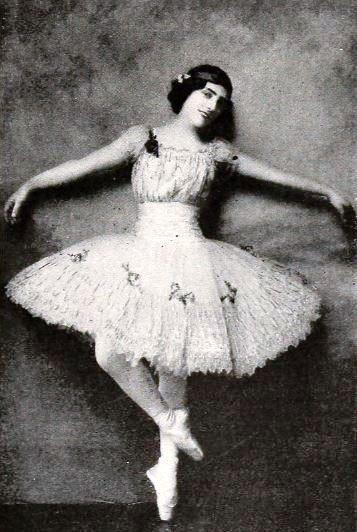
Rosina Galli (1919)
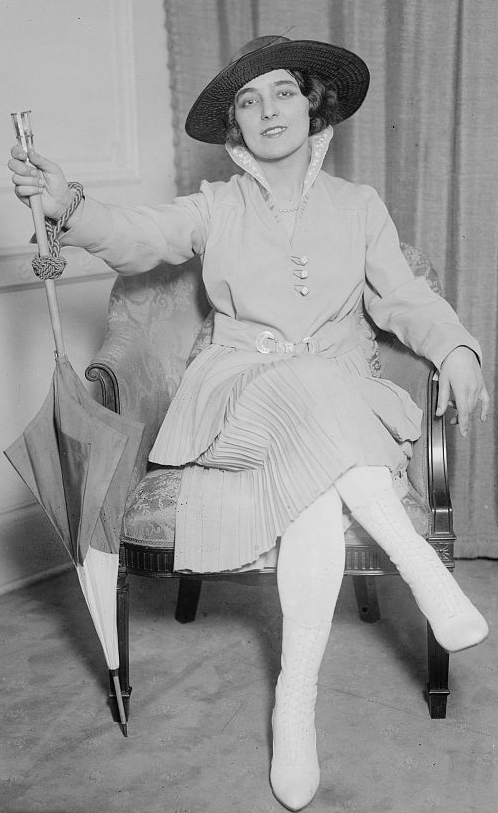
Rosina Galli
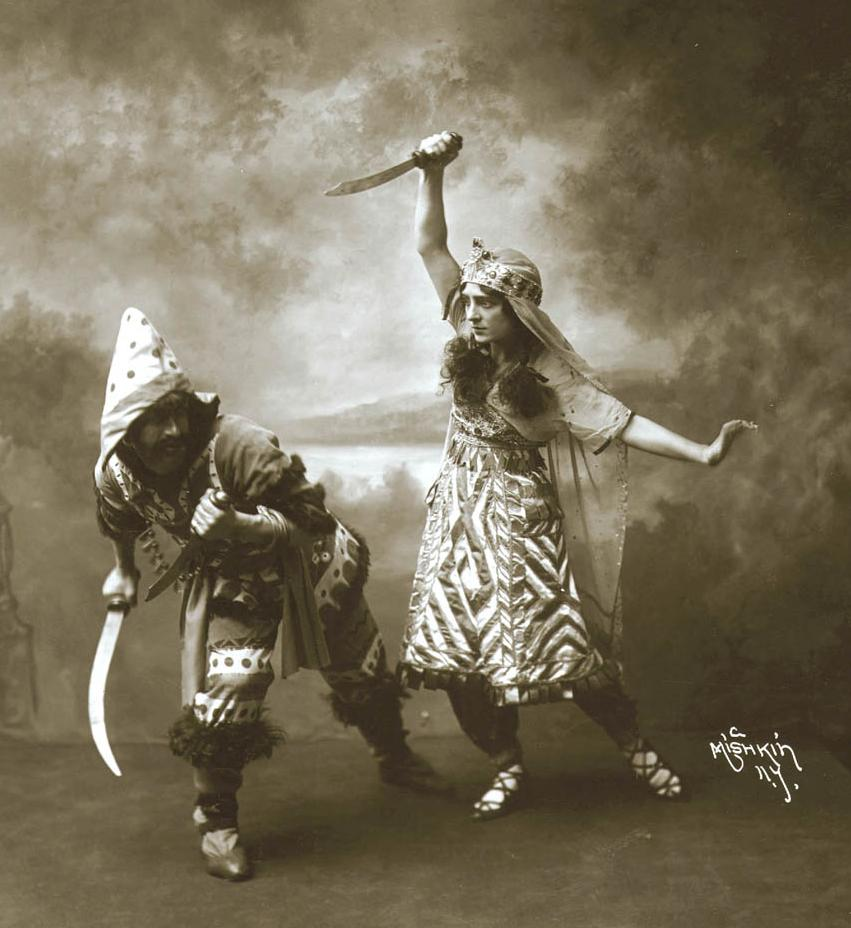
Giuseppe Bonfiglio i Rosina Galli vestits per a la representació de les danses polovtsianes de El príncep Ígor d'Aleksandr Borodín (1915)
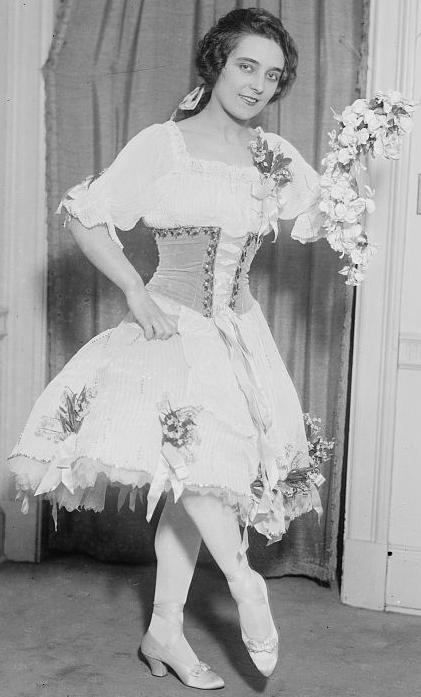
Rosina Galli